# Ermida de Nossa Senhora da Boa Viagem (Calhau)

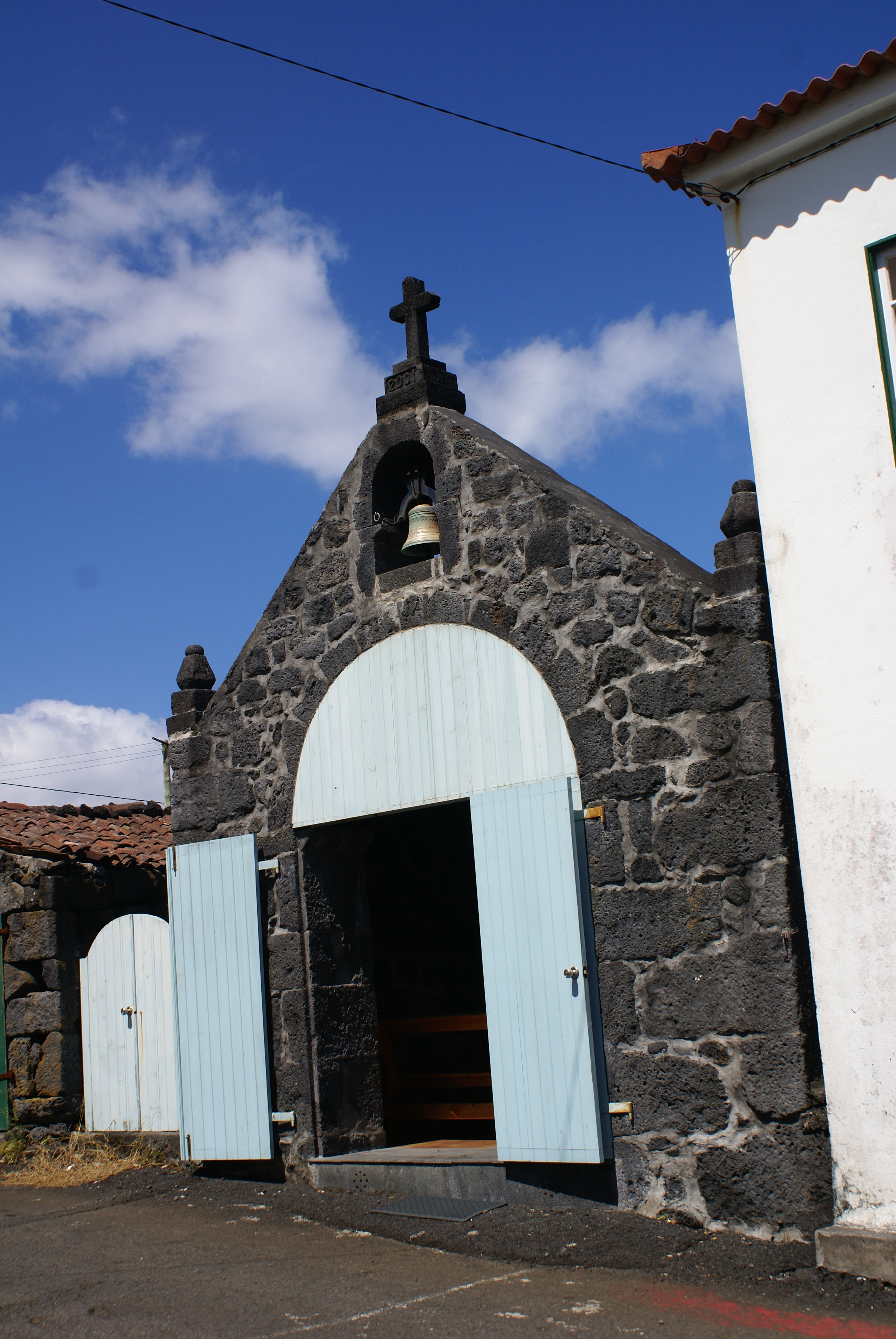
Ermida de Nossa Senhora da Boa Viagem, fachada.

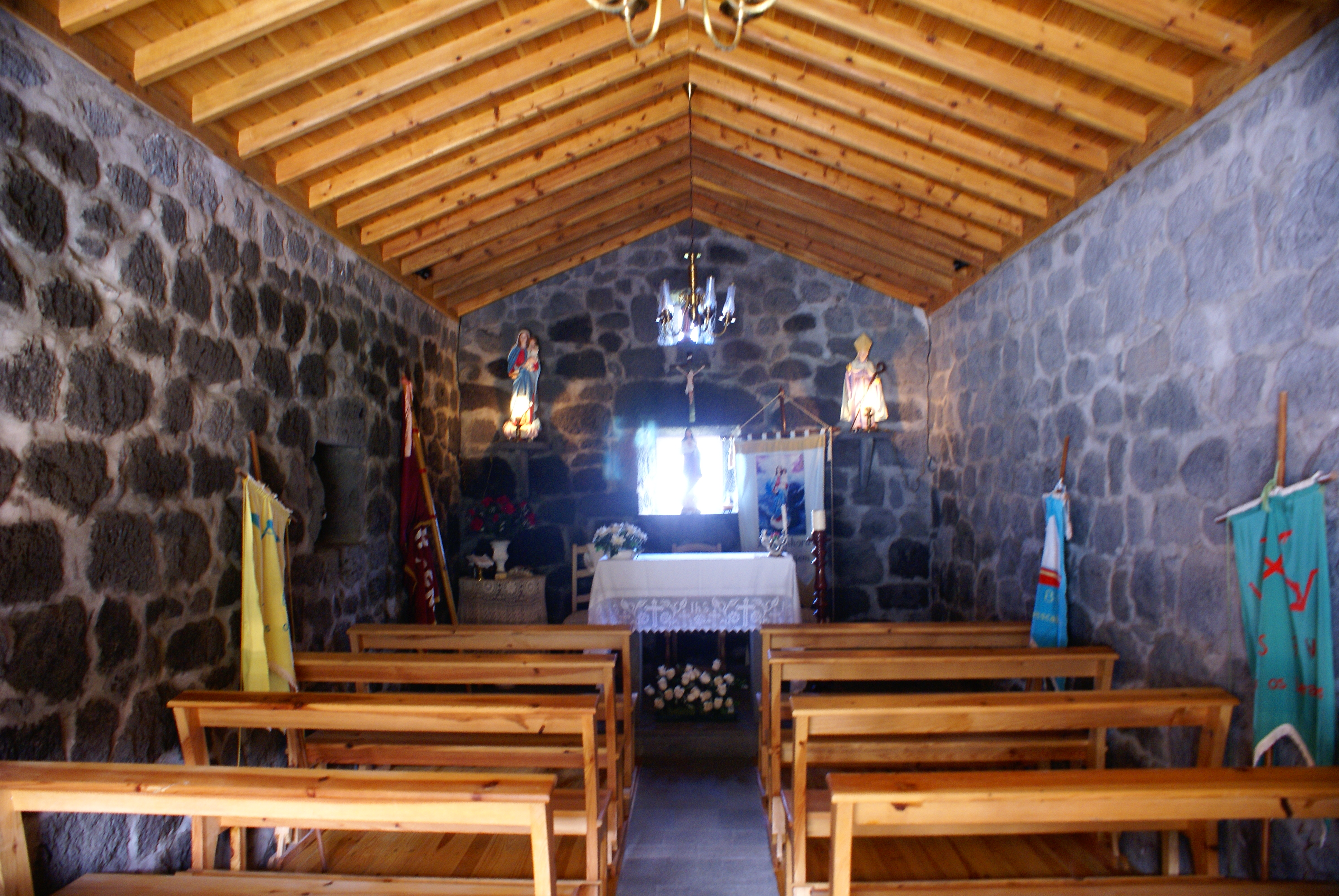
Ermida de Nossa Senhora da Boa Viagem, interior.

A  Ermida de Nossa Senhora da Boa Viagem  é uma Ermida portuguesa localizada no povoado do Calhau, freguesia da  Piedade, município de Lajes do Pico, na ilha do Pico, no arquipélago dos Açores.
Esta ermida cuja construção data do século XXI e que é dedicada a devoção de Nossa Senhora da Boa Viagem foi fundada no ano  2001.

## Galeria

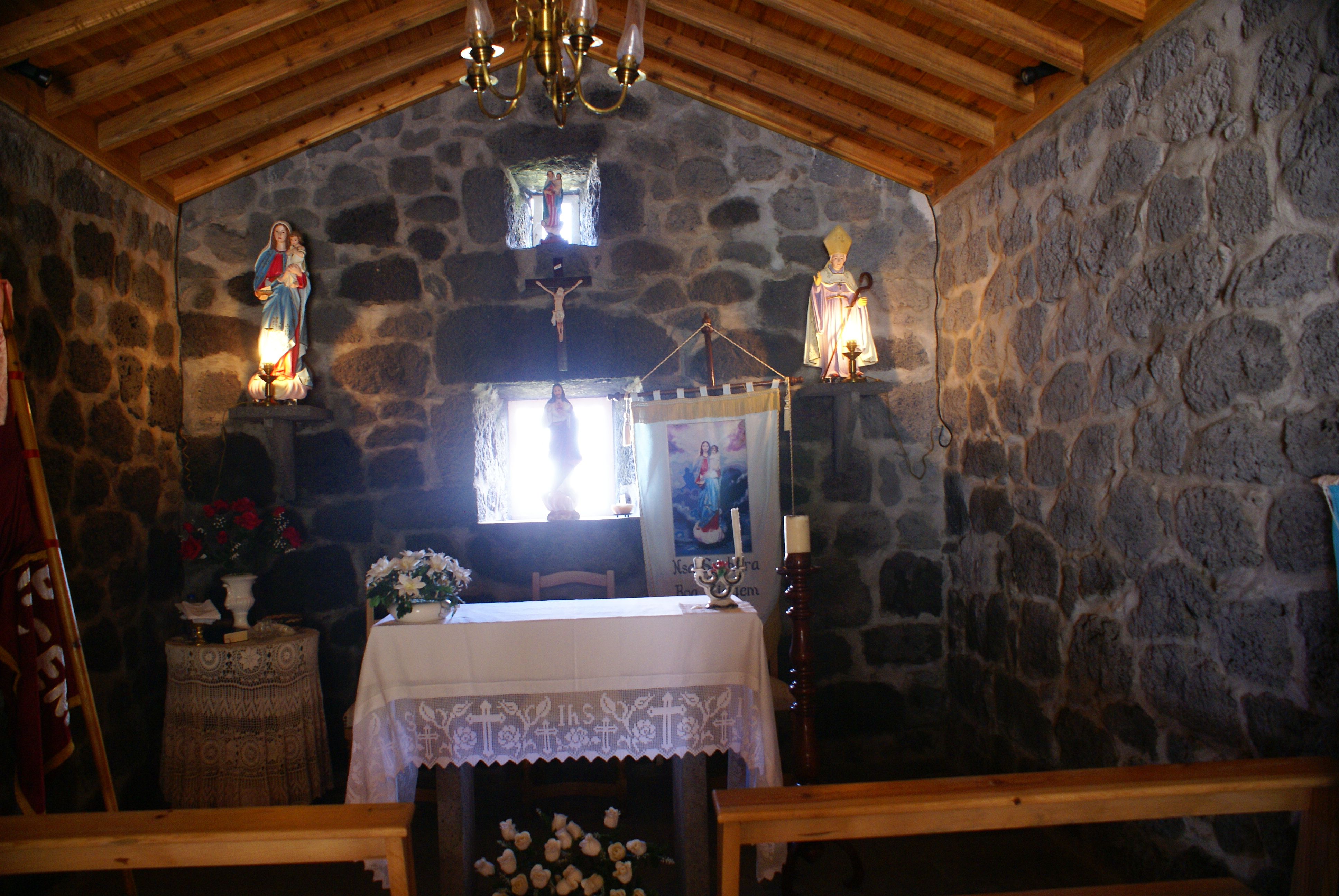
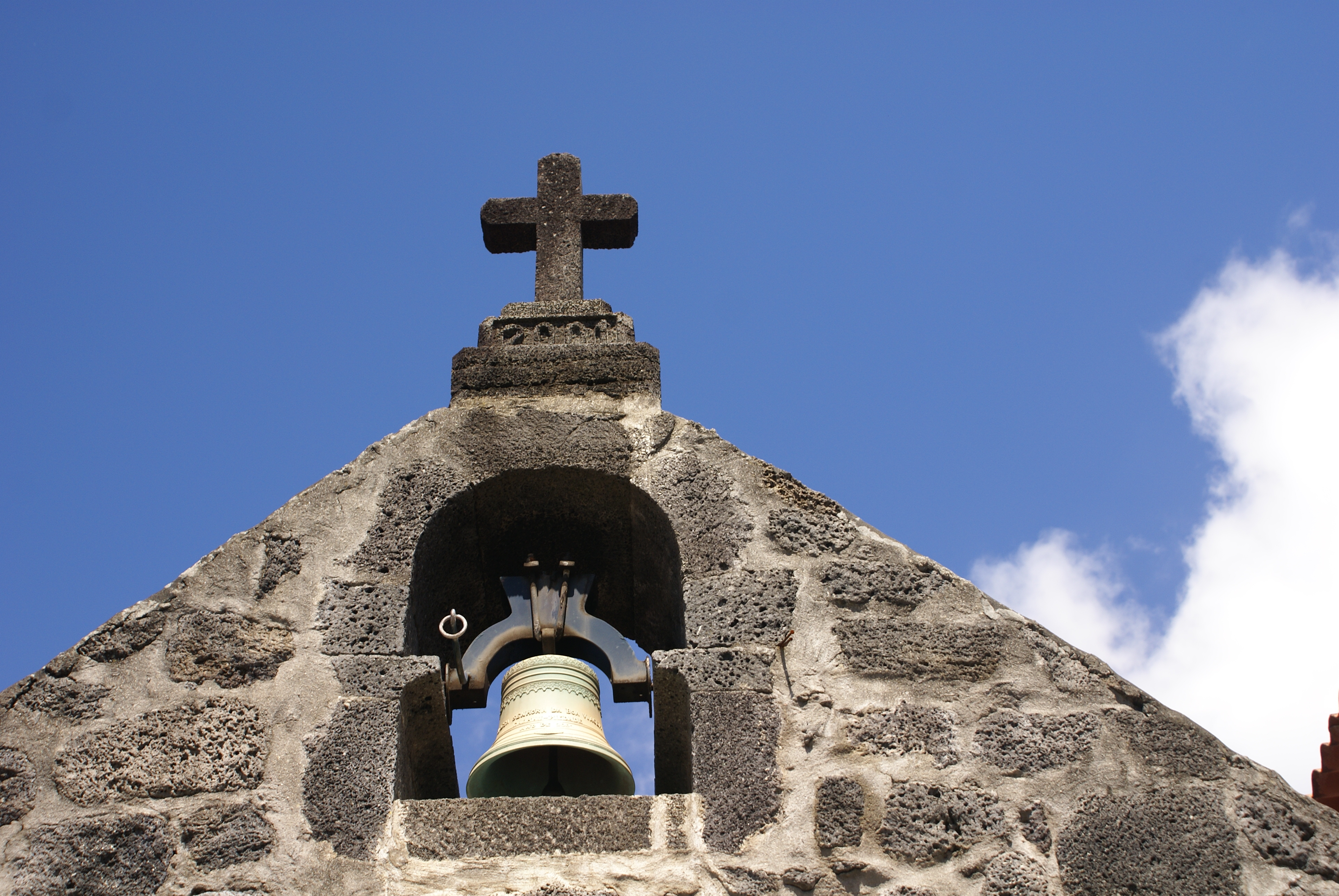